# قنصور دولافي
قنصور دولافي (الاسم العلمي:Colutea delavayi) هو نوع من النباتات يتبع جنس القنصور من الفصيلة البقولية. سمي هذا النوع نسبةً إلى عالم النبات الفرنسي جان ماري دولافي.